# 川鍋朱里
川鍋 朱里（かわなべ しゅり、2001年7月18日 - ）は、日本の元モデル。
埼玉県出身。かつてヴィズミックに所属していた。

## 略歴
2013年6月、第2回「JUNON produce Girls CONTEST」でグランプリを受賞。ファッション雑誌『ニコ☆プチ』2013年12月号より、専属モデル「プチ㋲」を務める。

## 人物
- 特技はバルーンアート[4][5]。
- 好きな漫画は花にけだもの[6]。
- トイプードルを飼っている[6]。
- 好きな音楽は私立恵比寿中学[6]。
- 妖怪ウォッチとボーカロイドに興味を持っている[6]。
- 3DSのゲームにハマっている[6]。
- 好きなブランドはラブトキシック[6]。
- 好きなファミレスはサイゼリヤ[6]。
- 好きなコンビニはセブンイレブン[6]。
- 尊敬する人は北川景子、道端アンジェリカ、私立恵比寿中学の廣田あいか[6]。
- 小さい頃なりたかった職業はパン屋さん[6]。
- 将来の夢はさいたまスーパーアリーナでライブをすること[6]。

## 出演

### バラエティ
- おはスタ（2014年4月7日 - 2015年3月27日、テレビ東京） - おはガールふわわ

### 雑誌
- ニコ☆プチ（2013年12月号 - 2015年6月号、新潮社） - 専属モデル
- Chu→Boh Vol.66（2015年、海王社）
- Chu→Boh Vol.71（2016年、海王社）

### CM
- アニプレックス 「NARUTO SUPER SOUNDS」（2014年） - 妹 役
- 誉田進学塾グループ 「娘からのありがとう」篇（2015年）

### スチル
- バンダイ カラオケランキンパーティ（2015年 - 2016年）